# 大阪市立西生野小学校
大阪市立西生野小学校（おおさかしりつ にしいくの しょうがっこう）は、大阪府大阪市生野区にあった公立小学校。2022年3月に閉校し、周辺の小中学校計5校との統合で大阪市立義務教育学校生野未来学園へと再編された。

## 沿革
大阪市立勝山小学校の分校として1954年に設置されたことが起源となっている。その後、大阪市立勝山小学校、大阪市立林寺小学校両校の通学区域を分離再編し、1956年に大阪市立西生野小学校として独立開校した。
2022年、大阪市立義務教育学校生野未来学園に統合される形で閉校となった。

### 年表
- 1954年 - 大阪市立勝山小学校分校として発足。
- 1956年 - 大阪市立西生野小学校として開校。
- 2022年 - 閉校。

## 通学区域
- 大阪市生野区 勝山南3丁目、生野西3丁目の全域。
- 大阪市生野区 勝山南2丁目、生野西4丁目、生野東1丁目、生野東2丁目のそれぞれ一部。
卒業生は大阪市立生野中学校に進学していた。

## 交通
- 大阪環状線 桃谷駅 南東へ約1km。
- 大阪環状線 寺田町駅 北東へ約800m。
- 大阪シティバス 生野中学校前バス停。